# Chiusa di San Michele
Chiusa di San Michele is een gemeente in de Italiaanse provincie Turijn (regio Piëmont) en telt 1598 inwoners (31-12-2004). De oppervlakte bedraagt 6,0 km², de bevolkingsdichtheid is 266 inwoners per km².

## Demografie
Chiusa di San Michele telt ongeveer 709 huishoudens. Het aantal inwoners steeg in de periode 1991-2001 met 7,4% volgens cijfers uit de tienjaarlijkse volkstellingen van ISTAT.
| Jaar | Inwoneraantal |
| ---- | ------------- |
| 1991 | 1492          |
| 2001 | 1602          |

## Geografie
Chiusa di San Michele grenst aan de volgende gemeenten: Condove, Caprie, Vaie, Sant'Ambrogio di Torino, Valgioie en Coazze.

## Galerij

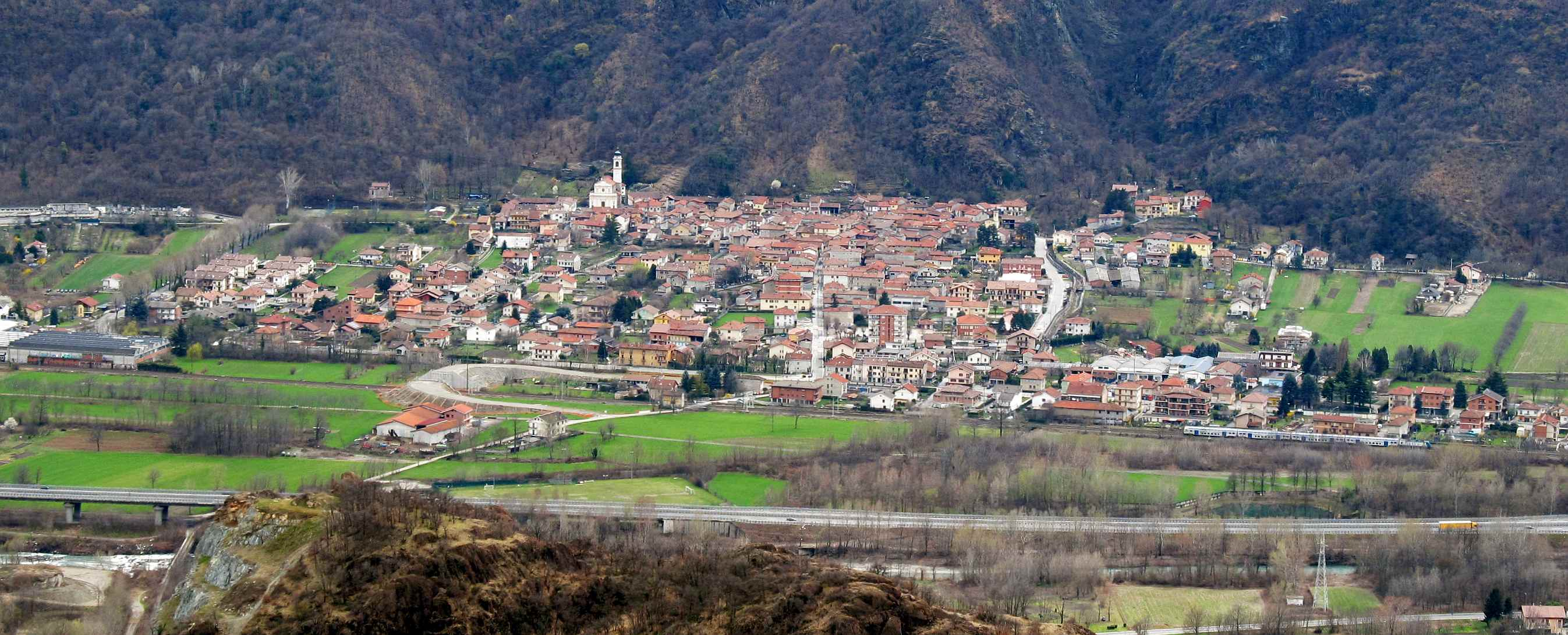
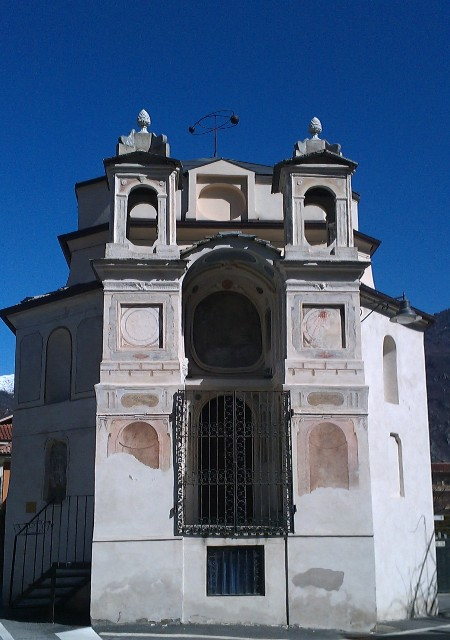
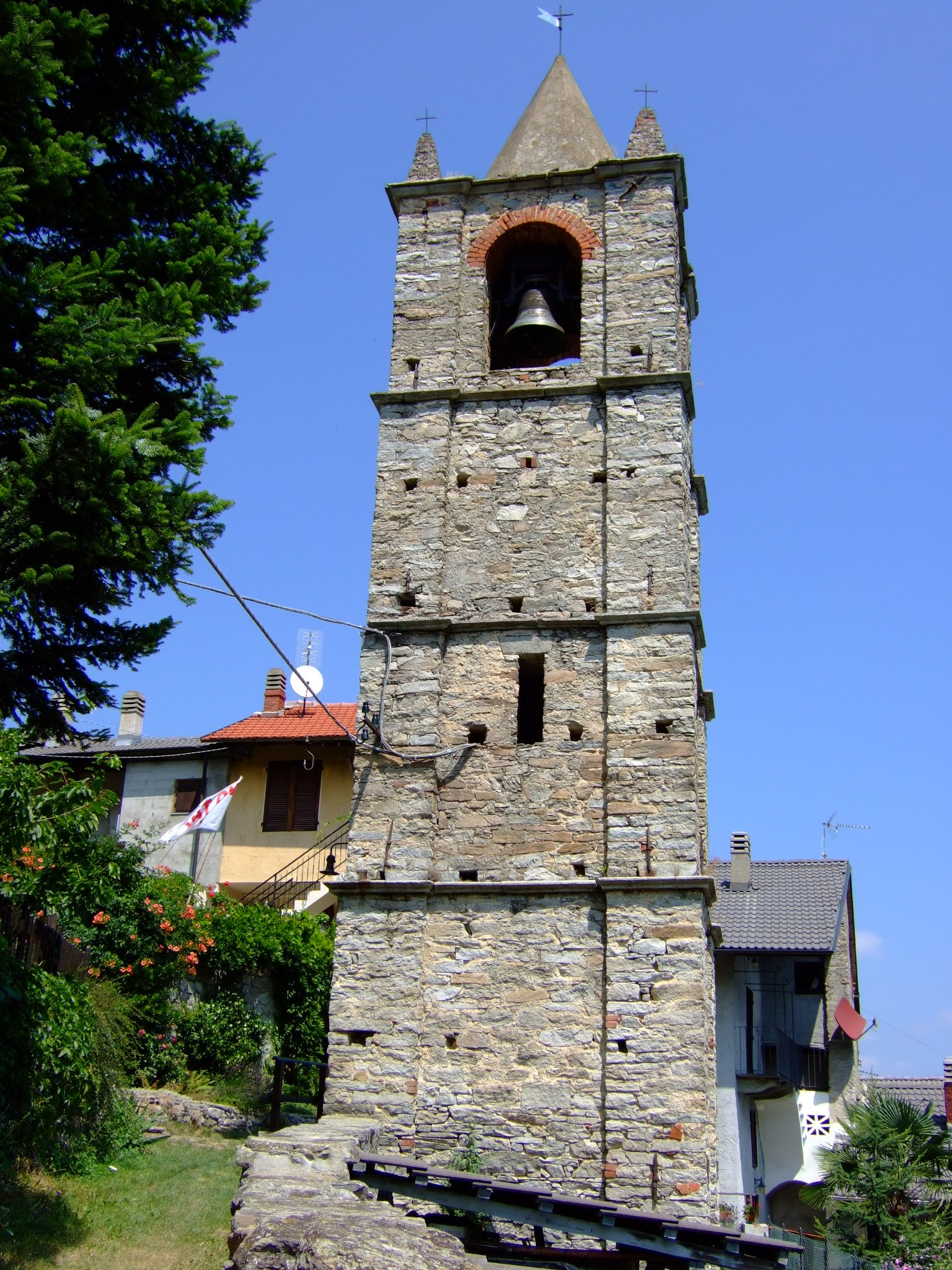

1. ↑  https://demo.istat.it/?l=it.